# Eulophiella
Eulophiella là một chi thực vật có hoa trong họ, Orchidaceae.

## Hình ảnh

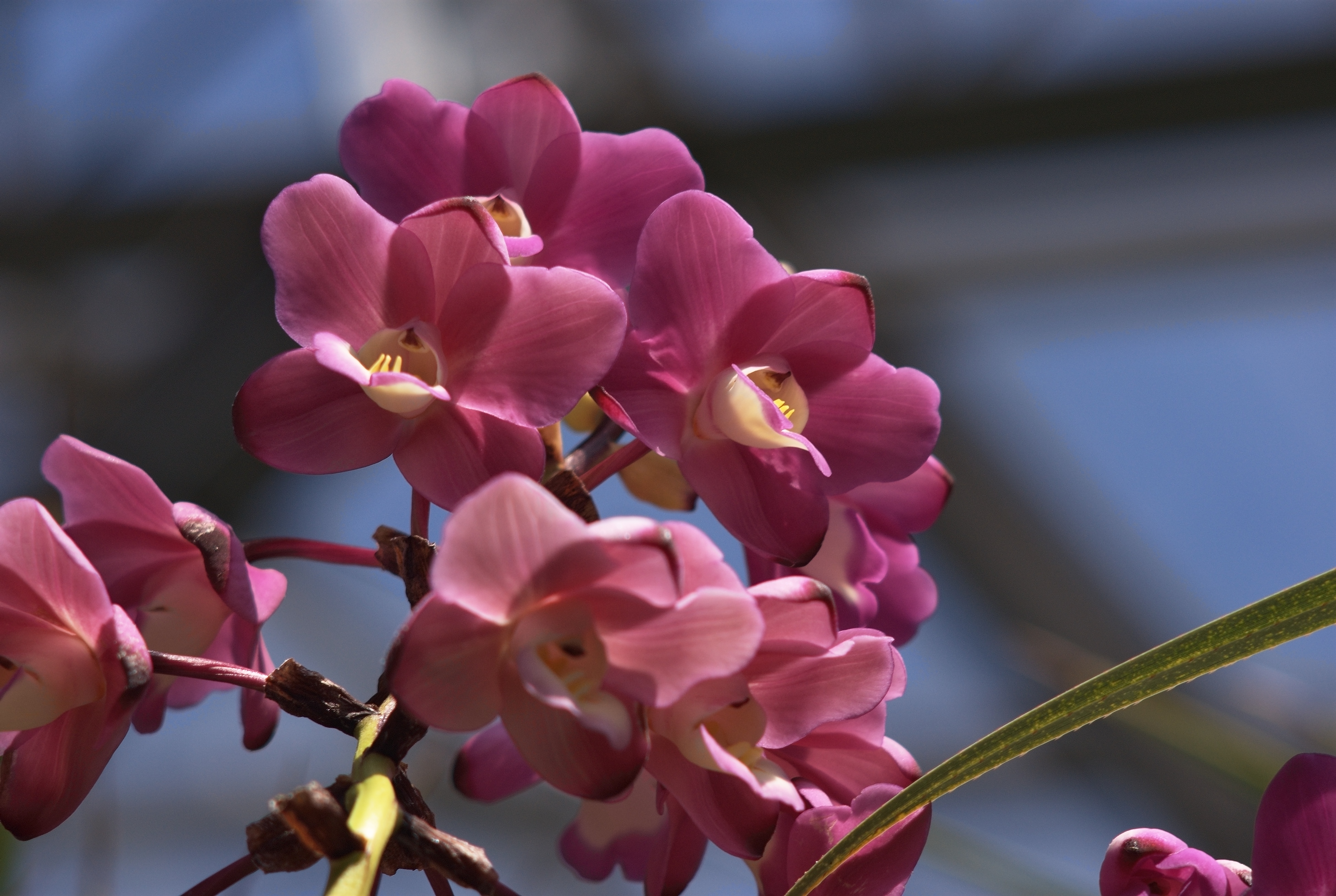